# Prätorianerpräfekt

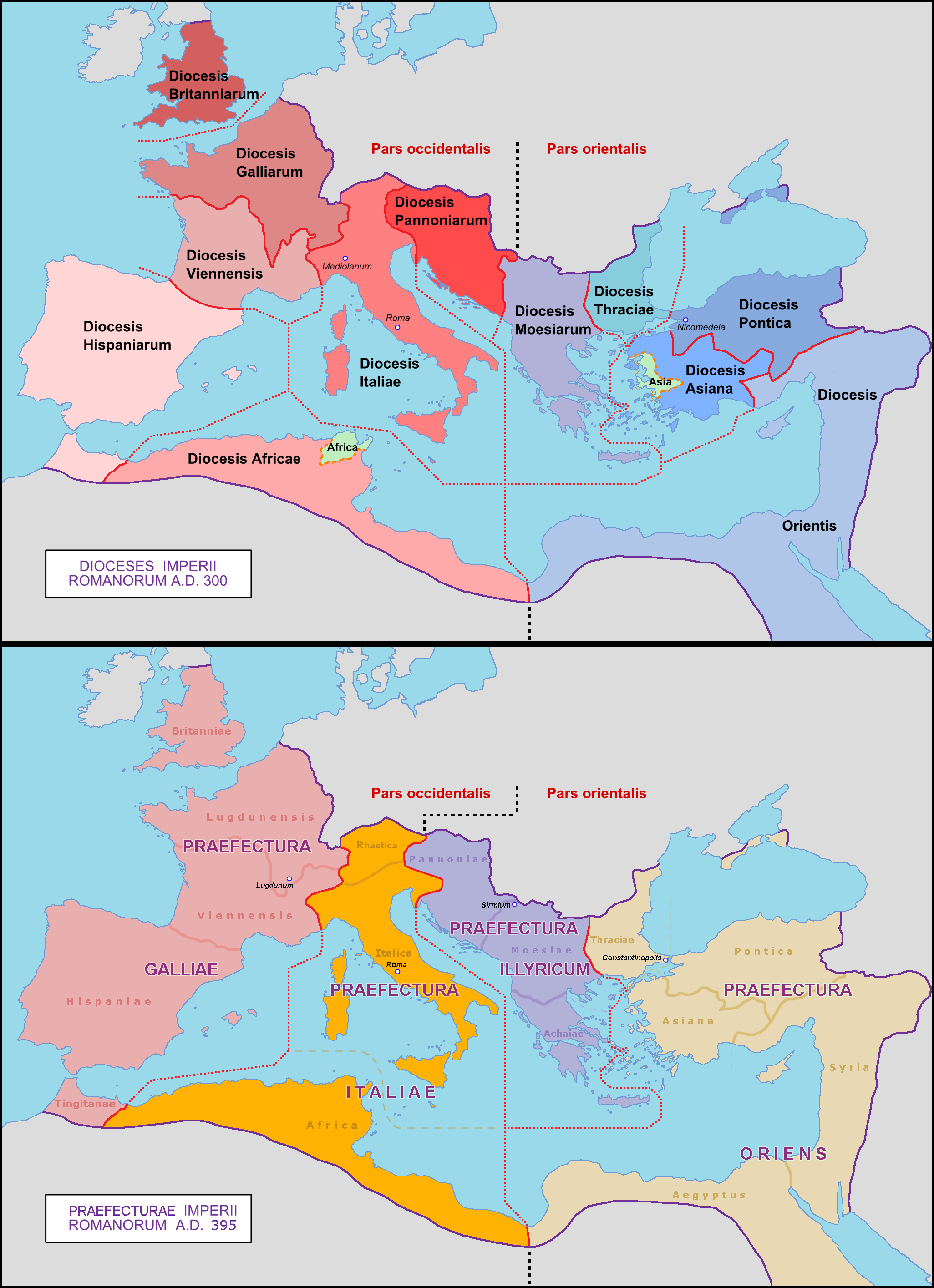
Diözesen um 300 (oben),
Präfekturen um 395 (unten)

Ein Prätorianerpräfekt (lateinisch praefectus praetorio oder praetorii) war im Prinzipat (der frühen und hohen Kaiserzeit) der Befehlshaber der als Garde des römischen Kaisers dienenden Elitetruppe der Prätorianer. In der Spätantike war er der höchste zivile Verwaltungsbeamte des Römischen Reiches.

## DerPraefectus praetorioim Prinzipat
Seit dem Jahr 2 v. Chr. war der Prätorianerpräfekt Kommandeur der römischen Gardetruppen (Prätorianer), die den Kaiser beschützten. Ursprünglich ein Amt mit nur geringer Macht, änderte sich dies bereits unter Tiberius. Mehrmals kam es zu Umsturzversuchen, und die Prätorianer beanspruchten schon früh die Rolle als Kaisermacher. Zwischen Domitian und Commodus traten die Präfekten zwar etwa einhundert Jahre lang in den Hintergrund; seit den Severern aber vereinigte das Amt immer mehr Befugnisse auf sich (Verwaltung, Heer, Finanzen), insbesondere waren um 200 n. Chr. die Prätorianerpräfekten Papinian, Ulpian und Iulius Paulus bedeutende römische Juristen, die gleichsam als „Justizminister“ tätig waren und Wesentliches zur Weiterentwicklung des Römischen Rechtes beitrugen. Normalerweise war die Prätorianerpräfektur im Prinzipat ein ritterliches Amt, nur ausnahmsweise und sehr selten wurde es von Senatoren bekleidet. Sehr ungewöhnlich war, dass Vespasian seinen Sohn und designierten Nachfolger Titus 71 n. Chr. zum praefectus praetorio machte. War der Kaiser schwach oder desinteressiert, konnte der Kommandeur der Garde zum inoffiziellen eigentlichen Regenten des Imperiums werden; dieser Fall trat vor allem um die Mitte des 1. Jahrhunderts und dann wieder ab dem späten 2. Jahrhundert des Öfteren ein.
Im 3. Jahrhundert, als ab 217 die Zugehörigkeit zum Senatorenstand aufhörte, notwendige Voraussetzung für den Griff nach der Macht zu sein, gelang einigen Präfekten – wie vor allem Macrinus und Philippus Arabs – sogar der Aufstieg zum Kaisertum. Andererseits hatten die Präfekten die Garde mitunter selbst nicht unter Kontrolle und wurden von dieser manchmal sogar erschlagen. Nicht selten wurden unbeliebte Präfekten vom Kaiser auch als Bauernopfer fallengelassen und getötet.
Die Zahl der Präfekten schwankte. Meist waren es zwei, später konnte es jedoch durchaus vorkommen, dass drei oder mehr Personen dieses Amt bekleideten, gerade weil sie im Laufe der Zeit so viele (auch zivile) Kompetenzen an sich gezogen hatten. Umgekehrt gab es aber nicht selten auch nur einen einzigen, dann oft besonders mächtigen Prätorianerpräfekten. Seit 293 gab es vier Präfekten, da nun jedem der Tetrarchen jeweils ein praefectus praetorio beigeordnet war.

## DerPraefectus praetorioin der Spätantike
In der Spätantike (4. bis 7. Jahrhundert) änderte sich die Funktion des Amtes grundlegend. Die Praefecti wurden im Jahr 312, in der Regierungszeit Konstantins des Großen, in Hinblick auf ihren militärischen Einfluss entmachtet. Zu oft hatten sie sich mit Hilfe der Garde in die Politik eingemischt. Daher entband Konstantin sie von ihren militärischen Aufgaben. Die Prätorianergarde, die Konstantins Rivalen Maxentius loyal gedient hatte, wurde aufgelöst, und der Kaiser wies den Präfekten stattdessen rein zivile Aufgaben zu, wobei zu beachten ist, dass die Mitarbeiter der Präfektur fortan de iure als Soldaten (milites) galten und sogar pro forma militärischen Einheiten wie der Legio I Adiutrix zugewiesen wurden. Die Prätorianerpräfektur wurde somit zum zentralen Verwaltungsorgan des Reiches und entwickelte sich schließlich zur ersten Verwaltungsebene unterhalb des Kaisers. (Einige Forscher wie Wolfgang Kuhoff und Hartmut Leppin plädieren dafür, praefectus praetorio ab diesem Zeitpunkt nicht mehr als „Prätorianerpräfekt“, sondern als „Prätoriumspräfekt“ zu übersetzen, um den grundlegenden Wandel des Amtes zu verdeutlichen.) Der Posten wurde nun nicht mehr mit equites (Ritterstand, ein Stand unter dem Senatorenstand (ordo senatorius)), sondern mit Senatoren besetzt, und Konstantin richtete laut Zosimos vier regionale Präfekturen ein: Oriens, Illyricum, Italia et Africa und Gallia. Zwischen Konstantins Tod 337 und dem Jahr 395 bestanden dann meist drei Prätorianerpräfekturen mit tausenden Mitarbeitern, die von jeweils einem Prätorianerpräfekten verwaltet wurden:
- Praefectus praetorio per Orientem (für Thrakien, Kleinasien, Syrien, Ägypten),
- Praefectus praetorio Illyrici, Italiae et Africae und
- Praefectus praetorio Galliarum (für Britannien, Gallien und Hispanien) mit Sitz in Trier.

Die administrative Zweiteilung des Reiches im Jahr 395 hatte Konsequenzen für die Präfekten, da die Präfektur Illyricum, Italia et Africa nun wieder geteilt werden musste, so dass es fortan wieder vier Präfekten im Gesamtreich gab. Zum Weströmischen Reichsteil gehörten danach der Praefectus praetorio Galliarum und der Praefectus praetorio Italiae et Africae (dem auch Pannonien unterstand). Letzterer residierte normalerweise am Kaiserhof in Mailand bzw. Ravenna, ersterer bis kurz nach 400 weiter in Trier, danach in Arles. Zum Oströmischen Reich gehörten der Praefectus praetorio per Orientem und der Praefectus praetorio Illyrici, dessen Sitz in Sirmium oder Thessaloniki war. Besonders der Praefectus praetorio per Orientem erlangte, da er über die reichsten Provinzen des Imperiums gebot, früh besonders großen Einfluss, zumal er meist in Konstantinopel residierte und daher oft eine persönliche Nähe zum jeweiligen oströmischen Kaiser aufbauen konnte. Jeder Prätorianerpräfekt war ein vir illustris.
Seit Konstantin wurden bis ins späte 6. Jahrhundert sämtliche Anweisungen und offizielle Schreiben dabei stets im Namen aller gerade amtierenden Prätorianerpräfekten ausgestellt, da sie formal als Kollegium agierten. In juristischen Fragen konnten die Präfekten in den meisten Fällen letztinstanzlich entscheiden (allerdings bestand prinzipiell immer die Möglichkeit, an den Kaiser zu appellieren). Ihre wichtigste Aufgabe bestand in der Erhebung und Redistribution der annona, der bedeutendsten Steuer, die der römische Staat einzog und die in der Regel in Form von Naturalien, zunehmend dann auch in Form von Geld (adaeratio) entrichtet wurde. Diese bereits von Diokletian eingeführte Capitatio-Iugatio stellte das Rückgrat des spätantiken Staatshaushaltes dar. Des Weiteren organisierten die Präfekturen auch den „Frondienst“ (munera sordida). 
Grundsätzlich war jede Prätorianerpräfektur in zwei Zweige unterteilt: die Finanzverwaltung (die scriniarii) und die juristische Abteilung (die exceptores), wobei letztere im 6. Jahrhundert an Einfluss verlor. Seine wichtige Rolle behielt das Amt bis zum Ende der spätantiken Phase Ostroms im 7. Jahrhundert. Auch im Westen überdauerte es in Italien bis in die Zeit der Ostgoten, in Gallien – unter völlig veränderten Bedingungen – sogar bis ins frühe 8. Jahrhundert. Als es unter Kaiser Justinian I. gelang, 534 das Vandalenreich der oströmischen Herrschaft zu unterstellen, wurde das Gebiet sogleich einem neuen Prätorianerpräfekten unterstellt; ebenso verfuhr man 554, nach dem Gotenkrieg, auch mit Italien. Um 540 führte der mächtige Praefectus praetorio per Orientem Johannes der Kappadokier in Ostrom zahlreiche weitreichende Reformen durch. 
Erst mit dem Verlust der syrischen und afrikanischen Reichsgebiete am Ende der Antike (seit 632) und der Neuorganisation des verbliebenen Reiches in Themen verlor das Amt seine zentrale Stellung und wurde bald nach Kaiser Herakleios, der den Praefectus praetorio per Orientem 629 zum letzten Mal erwähnt (4. Gesetzesnovelle des Herakleios), faktisch abgeschafft. Die verbliebenen westlichen Gebiete in Italien und Nordafrika waren bereits unter Kaiser Maurikios als Exarchate reorganisiert worden, wenngleich dort Präfekten noch in der ersten Hälfte des 7. Jahrhunderts nachweisbar sind (640er Jahre in Nordafrika und zuletzt 639 in Italien, siehe den Artikel Herakleios). Spätestens um 690 verschwand das Amt, das zuletzt eine Sinekure geworden war, endgültig.